# Eduardo Fernando da Silva
Eduardo Fernando da Silva (Artigas, 19 agosto 1966) è un ex calciatore uruguaiano, di ruolo centrocampista.

## Carriera

### Club
Ha giocato per otto stagioni nella massima serie del campionato uruguaiano con il Peñarol, quindi si trasferisce al Talleres nella seconda serie argentina; chiude la carriera al Basáñez.

### Nazionale
Esordisce in Nazionale nel 1987, anno in cui vince la Copa América, ottenendo la seconda e ultima presenza nel 1989.

## Palmarès

### Club

#### Competizioni nazionali
- Campionato uruguaiano: 2

Peñarol: 1985, 1986

#### Competizioni internazionali
- Coppa Libertadores: 1

Peñarol: 1987

### Nazionale
- Coppa America: 1

1987